# Piraci XX wieku
Piraci XX wieku (ros. Пираты XX века) – film produkcji ZSRR z 1979 roku w reżyserii Borisa Durowa. Pierwszy radziecki obraz kina akcji świadomie zrealizowany w konwencji tego gatunku.
W 1980 obejrzało go 87 mln widzów, do 1990 liczba ta sięgnęła 120 mln., dając mu tym samym miano najbardziej kasowego filmu w historii kina radzieckiego i rosyjskiego. Obecnie kultowy film kina rosyjskiego. Był wyświetlany w kinach polskich w latach 80. i również cieszył się dużą popularnością. Był kilkakrotnie emitowany na kanale TV Wojna i Pokój.

## Obsada
- Piotr Wieljaminow – kapitan radzieckiego statku
- Nikołaj Jeriemienko (młodszy) – Siergiej, starszy mechanik
- Maija Eglite – Ajna
- Tadeusz Kasjanow – bosman karateka
- Tałgat Nigmatulin – pirat Saleh
- Rein Aren – przywódca piratów
- Natalia Charachorina – Masza
- Włodzimierz Smirnow – I-szy oficer
- Igor Klass – pirat Schweighardt
- Diłorom Kambarowa – Maa (dziewczyna z wyspy)

## Opis fabuły
Radziecki statek "Nieżyn" wiozący do Władywostoku ładunek opium jako komponent do produkcji lekarstw, zostaje gdzieś na oceanie zaatakowany przez grupę uzbrojonych i bezwzględnych mężczyzn. Ocaleli członkowie załogi, którym udaje się dotrzeć na pobliską wyspę (jak się później okazuje bazę piratów) podejmują nierówną walkę z napastnikami, zakończoną (dzięki ich niezłomnym charakterom) sukcesem.

## O filmie
- Autorów filmu zainspirowała autentyczna historia, jaka wydarzyła się na Morzu Śródziemnym w 1977 roku, kiedy to włoski statek przewożący 200 t. rudy uranu padł ofiarą ataku "piratów" (wymordowali załogę i skradli ładunek)[2].
- W filmie po raz pierwszy w kinie radzieckim, zaprezentowano elementy wschodnich sztuk walki (zwłaszcza w wykonaniu Nigmatulina), które do tej pory były w ZSRR praktycznie nieznane[2].
- Film został zrealizowany stosunkowo małym nakładem środków, przez filię drugorzędnego studia filmowego, przy obsadzie mało znanych ówcześnie aktorów.
- W filmie nie korzystano z pomocy kaskaderów, ponieważ aktorzy odtwarzający główne role i sam reżyser, zgodnie uznali, że o ile mają być wiarygodni dla widzów, muszą się obejść bez pomocy dublerów[2].
- W ścieżce dźwiękowej filmu wykorzystano dwa zachodnie przeboje muzyki pop: Lady Madonna The Beatles i Love You Till I Die żeńskiego duetu disco Baccara.
- Plenery z powodzeniem udające dalekie zakątki Pacyfiku znaleziono na Krymie i Morzu Czarnym, gdzie film był kręcony[2].
- Po wejściu filmu na ekrany kin, największą popularność w ZSRR zyskali nie odtwórcy ról bohaterskich marynarzy radzieckich, ale brutalnych piratów, które w filmie były najbardziej wyraziste.
- W pierwszym roku emisji, obejrzał go statystycznie co trzeci obywatel ZSRR[2].
- Prawdziwe nazwy statków użytych w filmie to "Frateż" (radziecki "Nieżyn") i "Admirał Łunin" (piracki "Mercury"). Pierwszy z nich do dzisiaj (2010) pływa w handlowej Flocie Czarnomorskiej, drugi został sprzedany Grecji i zatonął w 1999 roku w niewyjaśnionych okolicznościach[2].
- Zarówno sam film jak i scenariusz miał problemy z ówczesną, radziecką cenzurą. Film został uznany za zbyt proamerykański i podniosły się nawet głosy o zniszczeniu materiału lub odesłaniu do archiwum Państwowej Filmoteki "na półkę". Jednak któryś z partyjnych cenzorów podjął decyzję o wysłaniu filmu na daczę Leonida Breżniewa wraz z innymi nowymi filmami, które gensek zwykł oglądać w prywatnej sali kinowej. Breżniew tak się przejął przeżyciami radzieckich marynarzy, że natychmiast polecił wprowadzić film na ekrany[2].
- Emisja filmu wywołała w ZSRR eksplozję zainteresowania młodzieży karate, które zaczęto masowo uprawiać w całym kraju.
- Jeden z głównych aktorów – Nigmatulin (pirat Salech), który w Taszkencie chciał obejrzeć film w kinie, musiał zapłacić za bilet kosztujący 30 kopiejek, 15 rubli u "konika" (pięćdziesięciokrotność ceny!).
- W 2000 roku dwaj aktorzy występujący w filmie – Tadeusz Kasjanow i Nikołaj Jeremienko (młodszy) planowali nakręcenie drugiej części filmu, jednak zamysł ten nie doszedł do skutku z powodu braku środków finansowych i śmierci Jeremienki w 2001[2].